# Ladies Volley Limburg Genk
Ladies Volley Limburg Genk, kortweg LVL Genk, was een Belgische volleybalclub uit Genk. 

## Geschiedenis
De club is een fusie van de A-damesteams van Jaraco As en Datovoc Tongeren. De fusie vond plaats voor aanvang van het seizoen 2019-2020. De club komt met het eerste team uit in de Liga A van de damescompetitie, het hoogste niveau in België.  Hoofdsponsors zijn Jaraco NV en Konings NV.
Jaraco LVL won in haar eerste seizoen na de fusie 14 van haar 18 wedstrijden, haalde 5 overwinningen op 6 tegen de Play Off1 ploegen (15 op 18) met enkel 2-3 verlies op het veld van bekerwinnaar Hermes Oostende en stond op het moment dat de competitie stilgelegd werd omwille van het Covid-19-virus op een gedeelde 1ste plaats samen met Asterix Avo. De Belgische federatie besliste om geen play off wedstrijden te laten spelen en geen titels toe te kennen. Ladies Volley Limburg As-Tongeren (LVL) veroverde meteen een Europees ticket in haar eerste seizoen.
Omwille van de COVID-19 pandemie startte Jaraco LVL pas in januari 2021 met officiële wedstrijden. In tegenstelling tot het eerste seizoen werden alle thuiswedstrijden afgewerkt in Genk. In de Beker van België werd met 3-0 verloren van de latere finalist VC Oudegem in de kwartfinales. Jaraco LVL sloot de reguliere competitie af op een derde plek en wist zich te plaatsen voor de titelfinale van de verkorte play-offs na 0-3 winst tegen VDK Gent. In de finale werd met 3-0 verloren van Asterix Avo Beveren. In december 2022 werd de naam gewijzigd in Ladies Volley Limburg Genk. Nadat Jaraco als sponsor stopte werd er in bad gegaan met dienstenchequebedrijf TRIXXO.
Twee weken voor de start van seizoen 2023-'24 werd een algemeen forfait aangekondigd voor het lopende seizoen van het A-team, naar aanleiding van het vertrek van hoofdcoach Julien Van de Vyver en enkele speelsters. Wel werd de jeugdwerking (LVL Academy) verdergezet. Kort daarop volgde het verzoek van de Stad Genk om € 23.000 aan subsidies terug te storten.

## Bekende (ex-) speelsters
- Kirsten Bröring
- Lore Gillis
- Sofie Hawinkel
- Baska Krenicka
- Charlotte Krenicky
- Helena Gilson
- Sarah Cools
- Nova Marring
- Laura Overwater